# Can Sàrries (Tavertet)
Can Sàrries és una obra de Tavertet (Osona) inclosa a l'Inventari del Patrimoni Arquitectònic de Catalunya.

## Descripció
Casa aïllada dins de la trama urbana i envoltada per un pati. Té la teulada a doble vessant. Les obertures són allindades amb la llinda de pedra. el parament és de pedres irregulars.

## Història
Aquest edifici havia estat l'ajuntament i abans les escoles.